# 堀江文夫
堀江 文夫（ほりえ ふみお、1924年（大正13年）4月2日 - 2016年（平成28年）4月22日）は、日本の政治家。群馬県沼田市長（4期）。

## 来歴
群馬県利根郡薄根村出身。旧制沼田中学を卒業後、1945年、桐生工業専門学校（現・群馬大学工学部）機械科卒。1951年、薄根村議会議員となる。1954年、薄根村は合併により沼田市となったため、沼田市議会議員となる。沼田市議を5期務めた後、1970年、沼田市長に当選する。沼田市長を4期務め、1986年に退任した。
1980年4月藍綬褒章、1994年4月勲三等瑞宝章（地方自治功労）を受章。2016年4月22日に逝去（享年92歳）、同日付で従四位に叙せられた。